# Any Woman
Pour plus de détails, voir Fiche technique et Distribution.
Any Woman est un film muet américain réalisé par Henry King, sorti en 1925.

## Synopsis
Quand Ellen Linden rentre à la maison après avoir terminé ses études, elle découvre que son riche père a perdu tout son argent. Elle doit trouver un emploi pour aider à subvenir aux besoins de la famille et va travailler comme secrétaire dans la société de courtage Phillips and Rand. Les deux partenaires se sentent attirés par elle, mais chacun a une approche différente: Phillips prend la route rugueuse et agressive et Rand fait le contraire, la complimentant et la flattant à chaque occasion. Cependant, elle tombe amoureuse de Tom Galloway, un jeune inventeur qui a mis au point un nouveau type de boisson gazeuse, «Voici comment» avec lequel Ellen tente d'intéresser les courtiers. Phillips, cependant, ne prend pas le rejet à la légère et envisage de rompre Ellen et Galloway en utilisant son partenaire involontaire.

## Fiche technique
- Titre original : Any Woman
- Réalisation : Henry King
- Scénario : Jules Furthman et Beatrice Van
- Photographie : Ernest Haller et William Schurr
- Production : Robert Kane (en)
- Société de production : Famous Players-Lasky Corporation
- Société de distribution : Paramount Pictures
- Pays de production :  États-Unis
- Langue : anglais
- Format : Noir et blanc - 35 mm - 1,37:1 - Muet
- Genre : drame
- Durée : 60 minutes (6 bobines)
- Dates de sortie : 
  - États-Unis : 4 mai 1925

## Distribution
- Alice Terry : Ellen Linden
- Donald Reed : Tom Galloway
- Margarita Fischer : Mme Rand
- Lawson Butt : James Rand
- Aggie Herring : Mme Galloway
- De Sacia Mooers : Mme Phillips
- Henry Kolker : Egbert Phillips
- Thelma Morgan : Alice Cartwright
- George Periolat : Robert Cartwright
- Lucille Horton : Agnes Young
- Arthur Hoyt : Jones
- Malcolm Denny : Lord Brackenridge
- James Neill : William Linden